# Woman on Top
Woman on Top (bra: Sabor da Paixão; prt: Mulher por Cima) é um filme de 2000, uma coprodução dos Estados Unidos, Brasil e Espanha, do gênero comédia romântica, dirigida pela venezuelana Fina Torres, com roteiro da brasileira Vera Blasi. Antes de estrear nos cinemas americanos, o filme foi exibido na seção Un certain regard do Festival de Cannes de 2000.

## Sinopse
O filme conta a história de Isabella, a dona de um restaurante na Bahia, que vê a sua vida mudar quando seu marido, Toninho, a trai com outra. Ela então vai para San Francisco, nos EUA, onde busca dar a volta por cima e assume um programa de culinária, que faz sucesso.

## Elenco
- Penélope Cruz.... Isabella Oliveira
  - Analu De Castro.... Isabella Oliveira com 2 anos
  - Thais De Sá Curvelo.... Isabella Oliveira com 5 anos
- Murilo Benício.... Toninho Oliveira
- Harold Perrineau Jr..... Mônica Jones
- Mark Feuerstein.... Cliff Lloyd
- John de Lancie.... Alex Reeves
- Anne Ramsay.... Diretora da TV
- Eliana Guttman.... mãe de Isabella
- Eduardo Mattedi.... pai de Isabella
- Lázaro Ramos.... Max
- Wagner Moura.... Rafi
- Jonas Bloch.... Pierre Laroche
- Daniele Suzuki.... Yoko

## Produção
Woman on Top foi roteirizado por Vera Blasi, paulistana que mora nos Estados Unidos desde os 12 anos. Numa entrevista, a diretora Fina Torres disse que Claudia Ohana foi cogitada para ser a protagonista Isabella, mas o papel exigia uma atriz mais jovem. Durante o período que permaneceu na Bahia para gravar o filme, Penélope Cruz disse ter gostado muito do candomblé e do samba, mas que nada sabia da culinária brasileira. Murilo Benício foi sugerido pela companhia Dueto Produções, de Monique Gardenberg, que fez o casting. Ela mostrou para a diretora três filmes em que ele interpretava papéis muito diferentes, como um padre e um bandido, o que deixou Fina Torres impressionada. O título inglês do filme é Woman on Top, cuja tradução ao pé da letra para o português (Mulher por Cima) foi evitada por ser considerada erótica demais.